# جلان باريت
جلان باريت (31 مارس 1979 بهراري في زيمبابوي - ) (بالإنجليزية: Glen Barrett)‏ هو لاعب كريكت زيمبابوي.

## وصلات خارجية
- جلان باريت على موقع إي آس بي آن كريك إنفو (الإنجليزية)